# Morgan Shepherd

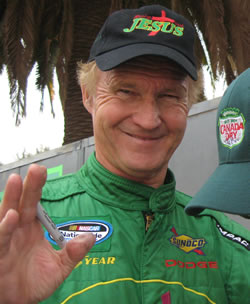
Morgan Shepherd, fotografiado en 2008.

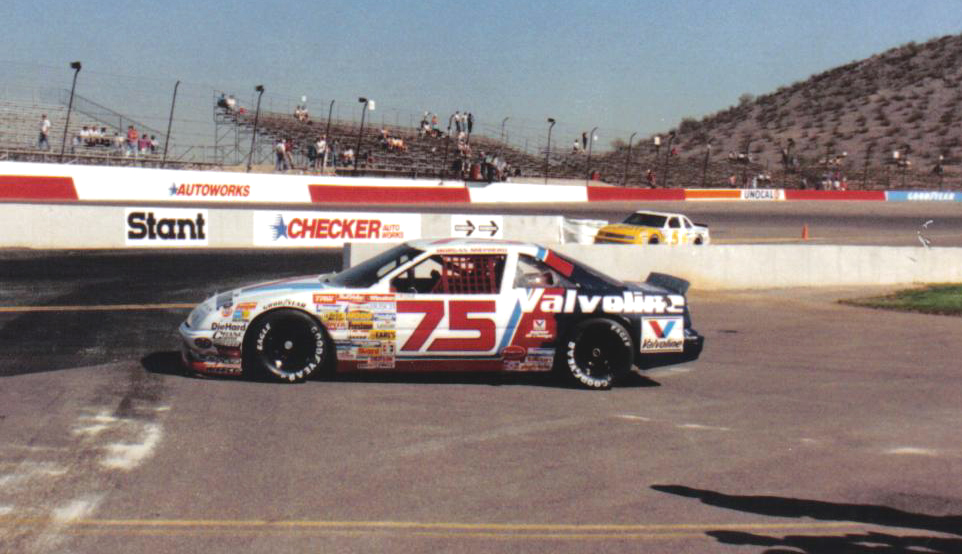
Pontiac Grand Prix número 75 de Shepherd en la Copa NASCAR 1989.

Morgan Shepherd (12 de octubre de 1941, Ferguson, Carolina del Norte) es un piloto de automovilismo estadounidense, que tiene una larga trayectoria en las carreras de stock cars.
A noviembre de 2014, disputó 517 carreras en la Copa NASCAR entre 1970 y 2014, logrando cuatro victorias y 63 top 5. En cuanto a sus resultados de campeonato, obtuvo el quinto puesto en 1990, sexto en 1994, séptimo en 1993 y décimo en 1982. Por otro lado, también es el segundo piloto más veterano en ganar una carrera en la Copa NASCAR (detrás de Harry Gant), al conseguir una victoria en la carrera primaveral de Atlanta en 1993,  a la edad de 51 años, 4 meses y 27 días.
Además, Shepherd posee el récord de ser el piloto más veterano en disputar una carrera en dicha categoría, cuando participó de la carrera de New Hampshire en junio del 2014, a la edad de 72 años, nueve meses y un día.
Por otra parte, participó de 359 carreras de la Nationwide Series, donde consiguió 15 victorias y 44 top 5. También, Shepherd se consagró campeón de la NASCAR Late Model Sportsman Division en 1980.